# Crudismo
O crudismo (ou alimentação viva) é uma doutrina alimentar em que os alimentos consumidos são de origem agrícola e crus. Não alterando sua forma natural, defendendo a política nutricional de que cozer e/ou fritar afetaria  negativamente a capacidade nutritiva do alimento. Crudanos não são necessariamente veganos ou vegetarianos, podendo consumir alimentos de origem animal. 
Nesta doutrina, nada pode ser preparado cozido ao fogo, pelo fato de causar perda de nutrientes. São ingeridos necessariamente alimentos em sua forma natural, crus ou em forma de brotos das sementes de legumes.
Crudanos também costumam comer pequenas quantidades de sal em alimentos fermentados ou sais de melhor qualidade, além de óleos prensados a frio como o azeite de oliva. Diferentemente dos frugívoros, que comem apenas frutas e folhas e não utilizam condimentos.

## Teoria
Visão Científica: O cozimento de alimentos realmente altera suas capacidades nutritivas, mas nem sempre de forma negativa, e também, cada método de cozimento afeta o valor nutritivo de maneira diferente. Por exemplo, tomates crus tem um nível menor de licopenos, mas maior de beta-caroteno. Cozinhar brócolis na água diminui a quantidade de glucosinolato, mas se cozidos no vapor as taxas continuam estáveis.
As vitaminas solúveis em água são as maiores afetadas negativamente, como a vitamina C e B. Se a água em que os vegetais foi cozida for consumida, não haverá perda de tais nutrientes.
De maneira geral, o método de cozimento que menos afeta os valores nutritivos dos alimentos é o mais rápido e com menos líquido, sendo o microondas uma das melhores alternativas de cozimento para vegetais.
É também importante salientar que alimentos cozidos são digeridos mais facilmente.
Visão Religiosa / Espiritual: Várias religiões e povos da antiguidade alimentavam-se majoritariamente ou estritamente de alimentos crus. Essênios, alguns grupos da região da Índia, tibetanos, indígenas sul-americanos e rastafaris são alguns exemplos. É atribuída a esta dieta uma "leveza" maior do organismo e uma capacidade de autocura acelerada. Muitos praticantes da alimentação viva fazem lavagens intestinais e jejuns, como parte de uma desintoxicação acelerada em relação ao que foi consumido durante uma vida atual.

## Riscos para a saúde
- Alimentos crus possuem um risco maior de contaminação por bactérias, podendo afetar principalmente crianças e pessoas com problemas no sistema imunológico.[4][5]
- Um risco real, são alguns crudanos que consomem apenas frutas e legumes, sem incluir grãos e suplementos naturais (spirulina, super alimentos, entre outros) causando a longo prazo, déficit de minerais e vitaminas[carece de fontes?].

- Agrotóxicos: A pessoa crudana deve ter na rotina a limpeza dos alimentos antes de ingerir, mesmo com produtos orgânicos (que não são cultivados com nenhum tipo de substância tóxica). Os vegetais não-orgânicos que absorvem mais agrotóxico são o tomate, o morango e o pimentão.[6]  Alimentos industrializados que não possuem o selo de Orgânico, são produzidos com alimentos cultivados com agrotóxicos.